# Druhy náboženské zkušenosti
Druhy náboženské zkušenosti (v originále The Varieties of Religious Experience: A Study in Human Nature) je kniha amerického psychologa Williama Jamese. Je sestavena z editovaných přednášek, které James pronesl v rámci tzv. Giffordových přenášek na University of Edinburgh ve Skotsku na samém počátku 20. století. Kniha poprvé vyšla v roce 1902 v angličtině, v češtině pak roku 1930.
James ve své knize klade důraz na prožívání náboženské zkušenosti v životě jednotlivce. Pozitivně vnímá velké množství nejrůznějších náboženství, jelikož lidé jsou natolik rozdílní, že není možné, aby všichni vyznávali jedno univerzální náboženství. Je si také vědom toho, že je veliký rozdíl ve vnímání náboženství (náboženských prožitků) vědce a stoupence daného náboženství.
Dále James v knize hovoří o „náboženských géniích“, ve kterých spatřuje jakési pravzory náboženské zkušenosti. Podle Jamese by měli být zkoumáni raději tito géniové, než ustálené náboženské instituce - tyto instituce dokonce vědomě do svého výzkumu nezahrnuje.